# Reinhard Hoffmann (Mediziner)

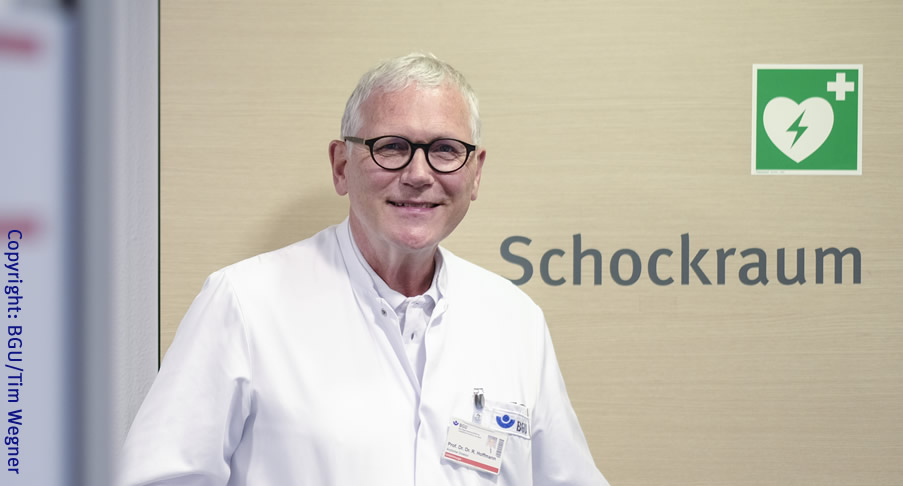
Reinhard Hoffmann

Reinhard Hoffmann (* 17. September 1957 in Unna) ist ein deutscher Orthopäde und Unfallchirurg und von 2004 bis 2024 Ärztlicher Direktor der BG Unfallklinik Frankfurt am Main.

## Biografie
Reinhard Friedrich Gustav Hoffmann wuchs als Sohn eines Tischlers und einer Hausfrau in Dortmund auf und besuchte das Immanuel-Kant-Gymnasium. Er studierte von 1976 bis 1983 Humanmedizin an der Ruhr-Universität Bochum und an der Heinrich-Heine-Universität Düsseldorf, wo er 1983 promovierte. Von 1983 bis 1984 leistete er Grundwehrdienst als Stabsarzt der Flusspionierkompanie 801 in Krefeld. Von 1984 bis 1992 war er Assistenzarzt bei Harald Tscherne am Zentrum Chirurgie an der Medizinischen Hochschule Hannover. 1988 und 1989 folgte ein Forschungsjahr an der University of Southern California (U.S.C.) bei Augusto Sarmiento. Von 1992 bis 1999 war Hoffmann zuerst Oberarzt, anschließend Leitender Oberarzt bei Norbert Haas an der Klinik für Unfall- und Wiederherstellungschirurgie der Medizinischen Fakultät Charité – Universitätsmedizin Berlin. 1994 habilitierte er an der Freien Universität Berlin. Hoffmann war ab 1999 für zehn Jahre Chefarzt und ab 2001 zudem stellvertretender Ärztlicher Direktor am Städtischen Klinikum Offenbach am Main. 2000 erhielt er eine außerplanmäßige Professur der Medizinischen Fakultät Charité der Humboldt-Universität zu Berlin. Seit 2004 ist Hoffmann Chefarzt der Abteilung für Unfallchirurgie und Orthopädische Chirurgie sowie Ärztlicher Direktor der BG Unfallklinik Frankfurt am Main gGmbH. 2015 erfolgte nach Umhabilitation die Berufung zum außerplanmäßigen Professor der Goethe-Universität Frankfurt am Main. Hoffmann ist seit 1983 verheiratet, hat zwei Söhne und mehrere Enkelkinder.
Ende Juni 2024 trat Hoffmann in den Ruhestand.

## Ehrungen
Für seine Verdienste um die Deutsche Gesellschaft für Chirurgie (DGCH) wurde Hoffmann 2018 mit dem Siegel der DGCH ausgezeichnet,
2018 wurde er als Leitender AO Trauma Chirurg geehrt. 2021 erfolgte die Verleihung der Carl-Thiem-Gedenkmünze der Deutschen Gesellschaft für Unfallchirurgie (DGU) für seine besonderen Verdienste um die DGU unter Einbeziehung berufspolitischer und berufsständischer Leistungen. 2022 wurde er Ehrenmitglied des Berufsverbands Orthopädie und Unfallchirurgie (BVOU) und im März 2024 wurde er zum Ehrenmitglied der AOTrauma Deutschland ernannt.

## Schwerpunkte
Klinische Schwerpunkte von Reinhard Hoffmann sind Frakturen großer Gelenke (Schultergelenk, Ellenbogengelenk, Kniegelenk, Sprunggelenk) einschließlich der Wiederherstellungschirurgie und der Endoprothetik. Weitere Schwerpunkte liegen in der Notfall- und Katastrophenmedizin sowie in der Berufspolitik. Wissenschaftliche, unfallchirurgische Schwerpunkte liegen u. a.in der Ellenbogenchirurgie und in der septischen Chirurgie von Knochen- und Gelenkinfektionen. 

## Funktionen
Reinhard Hoffmann ist Mitglied in einer Vielzahl an Fachgesellschaften und Beiräten. Seit 1987 ist er Mitglied der Deutschen Gesellschaft für Unfallchirurgie (DGU), war dort als Vizepräsident im geschäftsführenden Vorstand der Fachgesellschaft und Leiter des berufsständischen Ausschusses aktiv, bis er 2013 die Präsidentschaft für die DGU und die Deutsche Gesellschaft für Orthopädie und Unfallchirurgie (DGOU) übernahm. Von 2014–2015 war Hoffmann als stv. Generalsekretär und von 2016–2017 als Generalsekretär der DGOU tätig. Parallel hierzu war er 2014–2017 als Generalsekretär der DGU tätig.
Innerhalb des Verbands leitender Orthopäden und Unfallchirurgen war er bis 2017 2. Vorsitzender im Landesverband Hessen. Von Oktober 2017 bis Oktober 2021 war er Vizepräsident des Berufsverbands Orthopädie und Unfallchirurgie (BVOU). Hoffmann war von 2006 bis 2011 Trustee der AO Foundation. Er ist Mitglied der Deutschen Gesellschaft für Chirurgie (DGCH), des Berufsverbands Chirurgie (BDC) und der Deutschen Kniegesellschaft (DKG).
Neben zahlreichen Mitgliedschaften in weiteren Fachgesellschaften und Verbänden war Hoffmann Mit- oder Rubrikenherausgeber von
„Zeitschrift für Orthopädie und Unfallchirurgie“,
„Zeitschrift Orthopädie und Unfallchirurgie up2date“,
„Trauma und Berufskrankheit“ (bis 2021),
Zeitschrift „Orthopädie und Unfallchirurgie – Mitteilungen und Nachrichten (OUMN)“ (2013–2017),.
Wissenschaftlichen Beirat der Zeitschrift „Der Unfallchirurg“,
Advisory Editorial-Board Zeitschrift „Archives of orthopedic trauma and surgery“,
Advisory Editorial Board Zeitschrift „European Journal of Trauma and Emergency Surgery“,
Wissenschaftlicher Beirat „Knie Journal“.

## Ausgewählte Publikationen
- P. Hagebusch, P. Faul, F. Naujoks, R. Hoffmann, U. Schweigkofler: Präklinische Nutzung der Schockraumalarmierung nach Unfallhergang. In: Notfall + Rettungsmedizin. Band 23, 2020, S. 604–610.
- R. Hoffmann, M. Schädel-Höpfner, J. Ansorg, S. Rieser: Pflegepersonaluntergrenzen: Krankenhäuser im Würgegriff. In: Orthopädie und Unfallchirurgie. Band 10, 2020, S. 38–41.
- P. Hagebusch, O. Neun, Y. Gramlich, U. Schweigkofler, R. Hoffmann: Drittgradig offene Luxation des oberen Sprunggelenks ohne Fraktur der Malleolengabel auf einem Trampolin – ein Fallbericht. In: Z Orthop Unfall. Band 158. Nr. 03, 2020, S. 347–351.
- S. Buschbeck, S. Barzen, M. Krause,  Hoffmann R: Patellafrakturen – Versorgung im Wandel?! In: Chirurgische Allgemeine Zeitung. 2020.
- S. Barzen, B. Wohlrath, U. Schweigkofler, R. Hoffmann: Luftrettung in Deutschland – Stand und Perspektiven. In: Notfallmedizin up2date. Band 15, Nr. 03, 2020, S. 305–315.
- S. Barzen, U. Schweigkofler, R. Hoffmann: Implantate am Tibiaplateau - aktuelle Neuerungen.  In: Knie Journal. Nr. 2, 2020, S. 90–97.
- P. Störmann, A. Klug, P. Nau, R. D. Verboket, M. Leiblein, D. Müller, U. Schweigkofler, R. Hoffmann, I. Marzi, T. J. Lustenberger: Characteristics and Injury Patterns in Electric-Scooter Related Accidents—A Prospective Two-Center Report from Germany. In: Clin. Med. Band 9, Nr. 5, 2020, S. 1569.

- M. Krause, L. Alm, M. Berninger, C. Domnick, K. Fehske, K. H. Frosch, E. Herbst, A. Korthaus, M. Raschke, R. Hoffmann, The “Fracture committee” of the German Knee Society: Bone metabolism is a key factor for clinical outcome of tibial plateau fractures. In: Eur J Trauma Emerg Surg. Band 46, Nr. 6, 2020, S. 1227–1237.
- A. Klug, A. Nagy, Y. Gramlich, R. Hoffmann: Surgical treatment of the radial head is crucial for the outcome in terrible triad injuries of the elbow. In: Bone Joint J. Band 102-B, Nr. 12, 2020, S. 1620–1628.
- R. Hoffmann: Chefarzt - ein Auslaufmodell?! In: Orthopädie und Unfallchirurgie – Mitteilungen und Nachrichten. Ausgabe 6, 2020.
- P. Hagebusch, A. Pingel, F. Kandziora, R. Hoffmann, U. Schweigkofler: Das Schädel-Hirn-Trauma im Erwachsenenalter. In: Notfallmedizinup2date. Band 15, Nr. 1, 2020, S. 59–74.
- A. Ellwein, H. Lill, M. Warnhoff, M. Hackl, K. Wegmann, L.-P. Müller, Y. Gramlich, R. Hoffmann, A. Klug: Can low-profile double-plate osteosynthesis for olecranon fractures reduce implant removal? A retrospective multicenter study. In: J Shoulder Elbow Surg. Band 29, Nr. 6, 2020, S. 1275–1281.
- M. Krause, K.-H. Frosch, R. Hoffmann: Knie Wissenschaftlicher Jahresrückblick. In: Traumatologie. Band 2, 2020, S. 57–59.
- K. Fehske, M. T. Berninger, L. Alm, R. Hoffmann, J. Zellner, C. Kösters, S. Barzen, M. J. Raschke, K. Izadpanah, E. Herbst, C. Domnick, J. P. Schüttrumpf, M. Krause: Aktueller Versorgungsstandard von Patellafrakturen in Deutschland. In: Der Unfallchirurg. 2020; Online publiziert
- M. Rindermann, S. Benner, R. Hoffmann, C. Reimertz: Stellenwert der stationären Reha-Abklärung (SRA) im Heilverfahren der Deutschen Gesetzlichen Unfallversicherung. In: Zeitschrift für Orthopädie und Unfallchirurgie. Band 158, 2020. doi:10.1055/s-0040-1717455
- R. J. Seemann, M. Münzberg, M. Mutschler, J. Sterz, R. Hoffmann, M. Z. Ruesseler: „Quod licet Chefarzt…“: Der Einfluss der empfundenen Hierarchie auf Arbeitsklima und Arbeitsqualität in O und U. Ergebnisse einer Umfrage unter 799 Orthopäden und Unfallchirurgen in Deutschland. In: Orthop Unfall. 2020; Online publiziert
- M. Sauerbier, A. A. Maldonado, R. Hoffmann, N. Kuz: Einsatzmöglichkeiten der freien mikrochirurgischen Fibulatransplantation in der Rekonstruktion komplexer ossärer Defekte an den Extremitäten – Literaturübersicht und Fallserie. In: Hand-/Mikro-/Plastische Chirurgie. 2020; efirst
- M. Kremer, Y. Gramlich, R. Hoffmann: Revisionsendoprothetik des Kniegelenks. In: Z. Orthop Unfall. 2020; Online publiziert
- S. Fischer, C. Colcuc, Y. Gramlich, T. Stein, A. Abdulazim, S. von Welck, R. Hoffmann: Prospective randomized clinical trial of open operative, minimally invasive and conservative treatments of acute Achilles tendon tear. In: Arch Orthop Trauma Surg. 2020; Online ahead of print.
- K.-P. Günther, R. Hoffmann (Hrsg.): SOPs in der Orthopädie und Unfallchirurgie. Thieme, 2017
- B. Bouillon, R. Lefering, R. Hoffmann u. a.: Versorgung Schwerverletzter in Deutschland. In: Der Unfallchirurg. Band 119, 2016, S. 469–474.
- J. Pichl, R. Hoffmann: Periprothetische Frakturen. In: D. Rixen, C. Schoepp, M. Tingart (Hrsg.): Kniechirurgie. Elsevier, 2016, S. 192–206.
- R. Hoffmann: Physician Assistants: Mühsame Entwicklung eines neuen Assistenzberufs. In: Zeitschrift für Orthopädie und Unfallchirurgie. Band 153, 2015, S. 4–6.
- D. Wincheringer, R. Hoffmann: Frakturen des distalen Femurs. In: D. Kohn (Hrsg.): Knie. 1. Auflage. Thieme, Stuttgart 2015, S. 359–375.
- R. Hoffmann, K. Schmidt-Horlohé: Frakturen und Sehnenverletzungen des Schultergürtels. In: Trauma und Berufskrankheit. Vol. 16, Heft 1, 2014, S. 5. doi:10.1007/s10039-014-2063-9
- C. Kappler, R. Staubach, A. Abdulazim, M. Kemmerer, G. Walter, R. Hoffmann: Die Rückfußarthrodese bei postinfektiöser Sprunggelenkdestruktion mit einem intramedullären retrograden Arthrodesennagel. In: Der Unfallchirurg. Vol. 117, Heft 4, 2014, S. 348–354. doi:10.1007/s00113-012-2341-6
- H. U. Rudolph, J. Fassbender, K. Schmidt-Horlohé, U. Schweigkofler, R. Hoffmann: Therapie und Komplikationsmanagement bei Klavikulaschaftfrakturen. In: Trauma und Berufskrankheit. Vol. 16, Heft 1, 2014, S. 13–22.
- U. Schweigkofler, C. Reimertz, R. Lefering, R. Hoffmann, TraumaRegister DGU®: Bedeutung der Luftrettung für die Schwerverletztenversorgung. In: Der Unfallchirurg. 2014, online first.
- T. Stein, J. Buckup, R. Hoffman, F. Welsch: Pathologien der proximalen Bizepssehne und des vorderen Labrums. In: Trauma und Berufskrankheit. Vol. 16, Heft 1, 2014, S. 31–37.
- R. Hoffmann: Schwerverletztenversorgung auf höchstem Niveau. In: Chirurg. Vol. 84, 2013, S. 729. doi:10.1007/s00104-013-2470-7
- R. Hoffmann: Versorgungsstandard für Schwerverletzte. In: Orthopädische Nachrichten. 09, 2013, S. 1.
- R. Hoffmann: Zu viele unnötige OPs? In: Management und Krankenhaus. 2013.
- L. Becker, K. H. Schmidt-Horlohé, R. Hoffmann: Endoprothetik am Ellenbogengelenk Teil 2: Totalendoprothese des Ellenbogens. In: Orthopädie und Unfallchirurgie up2date. Vol. 8, Heft 5, 2013, S. 383–395. doi:10.1055/s-0033-1346695
- K. J. Burkhart, S. O. Dietz, L. Bastian, U. Thelen, R. Hoffmann, L. P. Müller: Behandlung der proximalen Humerusfraktur des Erwachsenen. In: Deutsches Ärzteblatt. Heft 35/36, 2013, S. 591–597.
- H.-P. Abt, O. Neun, G. Zivko, C. Vehn, R. Hoffmann: Posttraumatische Arthrose des oberen Sprunggelenks - Wann Arthrodese, wann Endoprothese?  In: Trauma und Berufskrankheit Vol 13, 2011 S. 198–203